# Paisatge de la teulada vermella o El pi de l'Estaca
Paisatge de la teulada vermella o El pi de l'Estaca (Paysage au toit rouge ou Le Pin à l'Estaque) és un oli sobre tela de 73 × 60 cm pintat per Paul Cézanne vers els anys 1875-1876 i dipositat al Museu de l'Orangerie de París.

## Context històric i artístic
Aquest quadre representa, probablement, algun indret del Midi francès. Però el títol que Venturi li atribueix (El pi de l'Estaca) és rebutjat per Rewald, que considera que més aviat podria tractar-se d'una vista dels voltants d'Ais de Provença, que ell situa a l'entorn del 1875 o 1876. Efectivament, no hi ha res en aquest lloc que recordi els voltants del petit port de pescadors de l'Estaca, pintat per Cézanne a la mateixa època.
Fou presentat durant la famosa retrospectiva de Cézanne al Saló de tardor de l'any 1904 a París, la qual va constituir l'esdeveniment fundacional dels orígens del fauvisme i, més tard, del cubisme.

## Descripció
Aquesta pintura és una mostra de la influència que va exercir Pissarro sobre Cézanne després de les seues estades conjuntes a Pontoise i Auvers, especialment pel que fa a l'elecció del format vertical del paisatge i del primer pla del tronc de l'arbre. No obstant això, la tècnica de Cézanne és força singular: la inclinació del tronc i de les branques condueix la mirada cap als arbres ubicats al centre de la composició.
Paisatge de la teulada vermella representa una ruptura amb la disposició del paisatge clàssic: no hi ha segon pla, d'una banda, i el primer pla, constituït per un talús o una roca i un gran pi que emmarca, és totalment asimètric. A més, les pinzellades gruixudes i força diferenciades encara no estan harmonitzades de manera sistemàtica com ho serien en el seu període posterior.